# Dorothy Popenoe
Dorothy Popenoe (née Dorothy Kate Hughes), née en juin 1899, Ashford (Surrey), Angleterre et morte en décembre 1932 est une archéologue et botaniste britannique.

## Biographie
Dorothy Popenoe naît en juin 1899. Elle fait ses études à l'école galloise de jeunes filles d'Ashford (Surrey), et rejoint l'armée pendant la Première Guerre mondiale, dans la English Land Army. Après la guerre, elle travaille aux jardins botaniques royaux de Kew, à Londres, en tant qu'assistance d'Otto Knapf, jusqu'à 1923, quand elle est invitée par Mary Agnes Chase à rejoindre l'équipe du United States National Herbarium, dans la section d'étude des plantes exotiques. Elle y conduit de nombreuses études sur des bambous cultivés. En outre, c'est là qu'elle rencontre Wilson Popenoe (en), botaniste et agronome, qu'elle épouse et avec qui elle aura cinq enfants.
En 1925, son mari accepte un poste à la United Fruit Company en tant que directeur d'expérimentation agronomique. La famille déménage à Tela, sur la côte atlantique du Honduras. 
Au Honduras, Dorothy Popenoe s'intéresse à l'archéologie et travaille sur plusieurs sites archéologiques du pays, notamment les forteresses mayas de Tenampua en 1927, et Cerro de Palenque. Entre 1928 et 1932, elle fouille le cimetière précolombien de Playa de los Muertos. 
Cependant, elle ne peut terminer son étude car elle meurt en décembre 1932 d'un empoisonnement, après avoir mangé un fruit vert et non-cuisiné de aki.
Les résultats de ses fouilles à Playa de los Muertos ont été publiés à titre posthume en 1934,. L'archéologue Doris Stone a inclus l'analyse des matériaux fouillés par Dorothy Popenoe dans sa publication de 1941 intitulée Archaeology of the North Coast of Honduras.